# Kansas City Chiefs 1965
La stagione 1965 dei Kansas City Chiefs è stata la sesta della franchigia nell'American Football League. La squadra terminò con un record di 7–5–2 mancando i playoff.
Nella stagione 1965, i Chiefs si trovarono coinvolti nella guerra con la NFL per accaparrarsi i migliori talenti in uscita dal college. Kansas City rese il running back Gale Sayers dalla University of Kansas la sua scelta del primo giro del draft, ma questi finì per firmare con i Chicago Bears, che lo avevano scelto nel draft NFL.
I Chiefs persero Mack Lee Hill nel finale della stagione 1965 il 12 dicembre quando si ruppe i legamenti nella penultima gara dell'anno contro i Buffalo Bills. Dopo quella che sembrava un'operazione di routine il 14 dicembre al Menorah Hospital a Kansas City, Hill morì per quella che fu definita "un'improvvisa ed enorme embolia." Hunt definì la sua morte "il peggiore shock possibile." Pochi giorni dopo l'evento, i Chiefs batterono i Denver Broncos il 19 dicembre finendo l'anno con un bilancio di 7–5–2.

## Calendario
| Stagione regolare |                    |                       |                    |                    |
| Turno             | Data               | Avversario            | Risultato          | Pubblico           |
| 1                 | 12 settembre 1965  | at Oakland Raiders    | S 37–10            | 18,659             |
| 2                 | 18 settembre 1965  | at New York Jets      | V 14–10            | 53,658             |
| 3                 | 26 settembre 1965  | at San Diego Chargers | P 10–10            | 28,126             |
| 4                 | 3 ottobre 1965     | Boston Patriots       | V 27–17            | 26,773             |
| 5                 | 10 ottobre 1965    | at Denver Broncos     | V 31–23            | 31,001             |
| 6                 | 17 ottobre 1965    | Buffalo Bills         | S 23–7             | 26,941             |
| 7                 | 24 ottobre 1965    | at Houston Oilers     | S 38–36            | 34,670             |
| 8                 | 31 ottobre 1965    | Oakland Raiders       | V 14–7             | 18,354             |
| 9                 | 7 novembre 1965    | New York Jets         | S 13–10            | 25,523             |
| 10                | 14 novembre 1965   | San Diego Chargers    | V 31–7             | 21,968             |
| 11                | 21 novembre 1965   | at Boston Patriots    | P 10–10            | 13,056             |
| 12                | 28 novembre 1965   | Houston Oilers        | V 52–21            | 16,459             |
| 13                | Settimana di pausa | Settimana di pausa    | Settimana di pausa | Settimana di pausa |
| 14                | 12 dicembre 1965   | at Buffalo Bills      | S 34–25            | 40,298             |
| 15                | 19 dicembre 1965   | Denver Broncos        | V 45–35            | 14,421             |

## Classifiche
| AFL Western Division |   |    |   |      |       |     |     |     |
|                      | V | S  | P | %    | DIV   | PF  | PS  | STR |
| San Diego Chargers   | 9 | 2  | 3 | .818 | 4–1–1 | 340 | 227 | V3  |
| Oakland Raiders      | 8 | 5  | 1 | .615 | 3–3   | 298 | 239 | S1  |
| Kansas City Chiefs   | 7 | 5  | 2 | .583 | 4–1–1 | 322 | 285 | V1  |
| Denver Broncos       | 4 | 10 | 0 | .286 | 0–6   | 303 | 392 | S4  |

Nota: I pareggi non venivano conteggiati ai fini della classifica fino al 1972.